# مرسریزه کردن

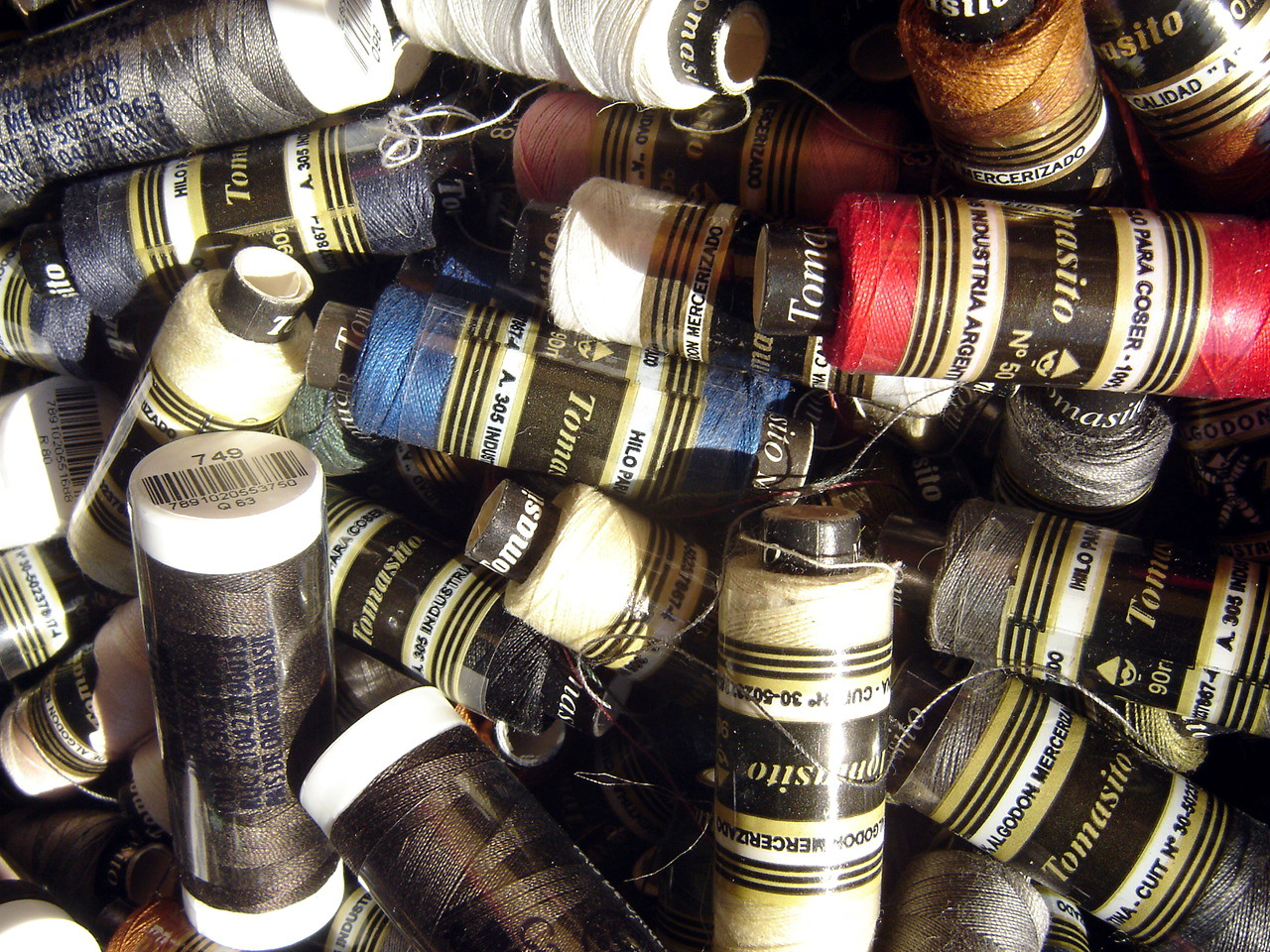
قرقره‌های نخ پنبه‌ای مرسریزه

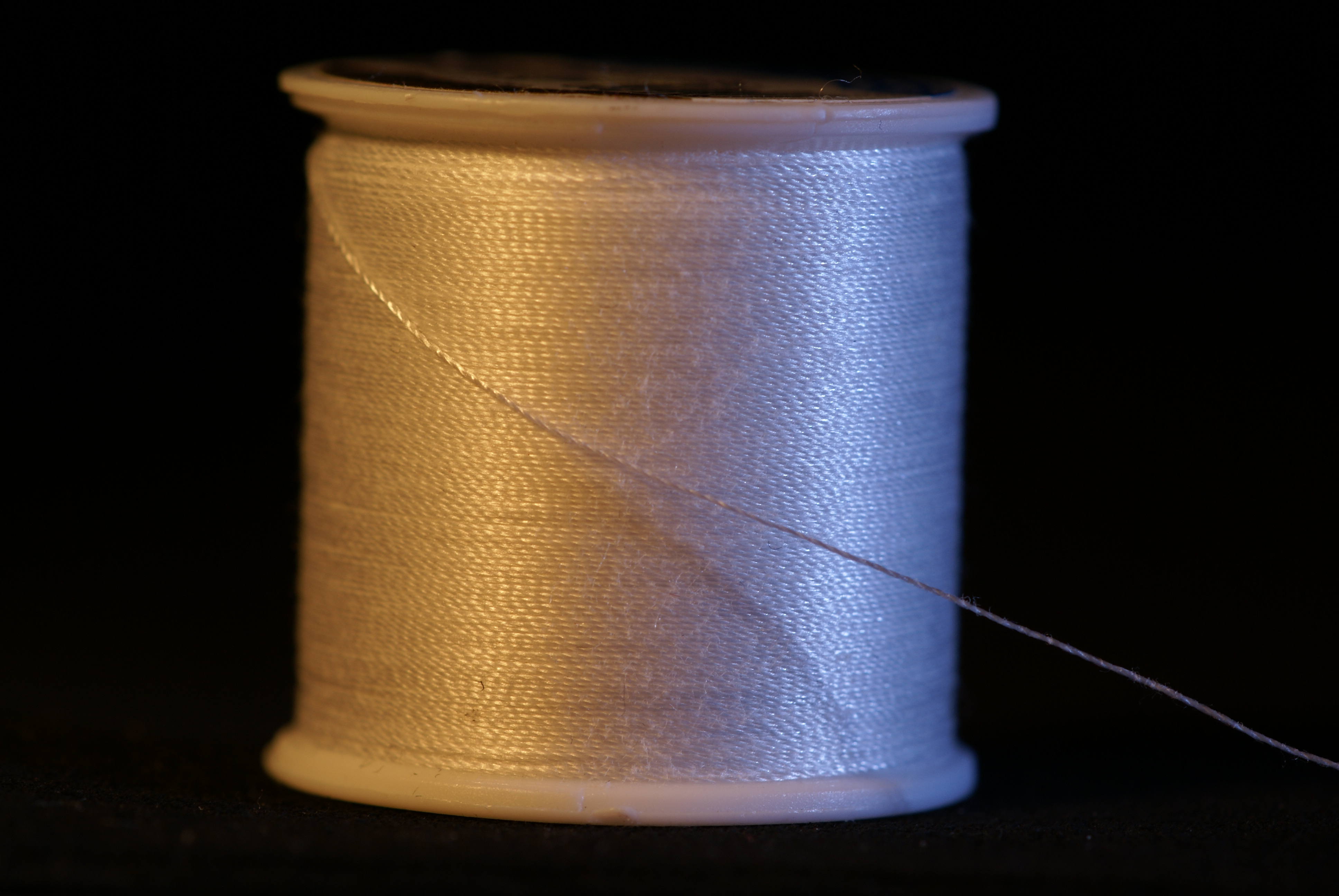
قرقرهٔ نخ پنبه‌ای مرسریزهٔ دولا با هستهٔ پلی‌استری

مرسریزه کردن (انگلیسی: Mercerisation) یک فرایند تکمیل کالای نساجی برای سلولزِ پارچه و نخ است، به‌ویژه پنبه و کتان، که موجب بهبود رنگرزی و استحکام پارگی می‌شود، آب‌رفت پارچه را کاهش می‌دهد و به آن جلایی شبیه به ابریشم می‌بخشد.

## توسعه
این فرایند در سال ۱۸۴۴ توسط جان مرسر ابداع شد. او پنبه را با محلول‌های ۲۰ تا ۳۰ درصدی سدیم هیدروکسید تیمار و سپس شست‌وشو کرد. مرسر مشاهده کرد که این عملیات باعث جمع‌شدن پارچه، افزایش استحکام کششی و بهبود جذب رنگ می‌شود. در فرایند اولیهٔ مرسر، هیچ کششی اعمال نمی‌شد. محصول به‌دست‌آمده «پنبهٔ پرداخت‌شده» نام گرفت که اشاره‌ای به فرایند پرداخت در پارچهٔ پشمی بافته‌شده داشت. مرسر بهبود جذب رنگ را مهم‌ترین جنبهٔ فنی این فرایند می‌دانست. او همچنین با محلول‌های اسید سولفوریک و کلرید روی آزمایش کرد و اثر پنبه سفت‌سازی‌شدۀ شفاف با اسید (پارچمِنتایز شده) بر اثر اسید سولفوریک را کشف کرد.
جلای ابریشم‌مانندی که امروزه با مرسریزه کردن همراه است، در اثر اعمال کشش ایجاد می‌شود و در سال ۱۸۸۹ توسط هورِیس لوو کشف شد.

## فرایند
تیمار با سدیم هیدروکسید ساختار مارپیچی سلولز را از بین می‌برد و سلولز قلیایی تشکیل می‌دهد که با شست‌وشوی قلیا به سلولز هیدراته تبدیل می‌شود. در این روش، از محلول سود سوزآور با غلظت ۲۰ تا ۲۶ درصد استفاده می‌شود. مرسریزه کردن مؤثر به‌کارگیری ماده فعال سطحی را ضروری می‌کند.
بهبود جلای پنبهٔ مرسریزه ناشی از تولید الیاف تقریباً دایره‌ای شکل پنبه تحت کشش است. یکی دیگر از ویژگی‌های این فرایند، بازشدن پیچ‌خوردگی طبیعی (بازپیچش) موی پنبه است.
در مرسریزه کردن خشک، این فرایند هنگام خشک‌کردن پارچه بر روی استنتر انجام می‌شود.